# Vườn quốc gia Kaeng Krung
Kaeng Krung (tiếng Thái: แก่งกรุง) là một vườn quốc gia tại miền Nam Thái Lan, bảo vệ một diện tích  541 km² rừng bên trong Dãy núi Phuket. Khu vực này được côn bố là vườn quốc gia ngày 4 tháng 12 năm 1991.
Vườn quốc toạ lạc tại Tây Bắc của  tỉnh Surat Thani, bao gồm khu vực các huyện Tha Chana, Chaiya, Tha Chang và Vibhavadi. Khu vực này bao gồm hai dãy núi với độ cao nhất ở Khao Sung  849 m trên mực nước biển. Các nhánh sông phía Bắc chảy qua  Khlong Sa về phía sông Lang Suan, trong khi phía Nam đổ qua Khlong Yan đến sông Phum Duang.
Các động vật hoang dã của vườn quốc gia này bao gồm: voi, gấu, bò rừng, heo vòi, cọp, nhiều loại khỉ và nhiều loại chim.